# BLNO
BLNO, startad år 2000, är en professionell basketserie för herrar i Norge. Inspirationer hämtades bland annat från NBA i USA startad (1946) och Svenska basketligan i Sverige startad (1992).
BLNO ersatte Hovedserien.

## Tidigare mästarlag
- 2001 Oslo Kings
- 2002 Asker Aliens
- 2003 Asker Aliens
- 2004 Bærums Verk Jets
- 2005 Asker Aliens
- 2006 Harstad Vikings
- 2007 Ulriken Eagles
- 2008 Asker Aliens
- 2009 Ulriken Eagles
- 2010 Asker Aliens

### Fotnoter
1. ↑  Andreas Kolle (24 september 2016). ”Vinnerskaller med samhold” (på svenska). Akersposten. http://akersposten.no/sport/vinnerskaller-med-samhold/19.481. Läst 14 augusti 2017.